# Dmitrij Jefremov (1995)
Dmitrij Vladislavovič Jefremov (rusky Дмитрий Владиславович Ефремов; * 1. dubna 1995, Uljanovsk) je ruský fotbalový záložník a reprezentant, hráč klubu CSKA Moskva.

## Klubová kariéra
Absolvent fotbalové akademie Jurije Konopljova Dmitrij Jefremov hrál v Rusku profesionálně nejprve v roce 2012 ve druhé lize za FK Akademija Togliatti. V roce 2013 odešel do popředního celku CSKA Moskva. S CSKA získal řadu trofejí, mj. v titul v ruské lize (2013, 2014), prvenství v ruském poháru (2012/13) i ruském Superpoháru (2013).
Začátkem září 2015 odešel na hostování do severočeského klubu FC Slovan Liberec. Se Slovanem se představil v základní skupině Evropské ligy 2015/16 a v utkání proti portugalskému týmu SC Braga vstřelil jednu branku. Liberec se ale do jarních vyřazovacích bojů nepropracoval.

## Reprezentační kariéra
V minulosti nastupoval Dmitrij Jefremov za mládežnické reprezentace Ruska. Hrál za výběy do 16, 17, 18, 19 a 21 let.
V A-mužstvu Ruska debutoval 31. 3. 2015 v přátelském zápase v Chimkách proti reprezentaci Kazachstánu (remíza 0:0).